# Énergide
Dans un syncytium ou dans un plasmode, une énergide est l'ensemble constitué par un noyau et le cytoplasme qui l'entoure.

## Définitions
L'énergide (en grec ancien : ἐενεργός, littéralement « active ») définie comme l'unité physiologique composée du noyau cellulaire et du cytoplasme qui l'entoure, est introduite pour la première fois en biologie par le botaniste Julius von Sachs en 1892.
Après 1909, le zoologue Max Hartmann (de) l'applique également à la physiologie du développement.
Les cellules peuvent être mononucléées (monoénergides) ou multinucléées (polyénergides). Les cellules polyénergides sont souvent appelées syncytium, notamment lorsqu'elles proviennent de la fusion de cellules initialement mononucléées.